# Селоусова мангуста
Селоусовата мангуста (Paracynictis selousi) е вид бозайник от семейство Мангустови (Herpestidae).

## Разпространение
Видът е разпространен в Ангола, Ботсвана, Замбия, Зимбабве, Малави, Мозамбик, Намибия и Република Южна Африка.